# حلزون کلاه‌اسکاتلندی
حلزون کلاه‌اسکاتلندی (نام علمی: Semicassis granulata) نام یک گونه از راسته پیرابندریختان است.